# Sempre ens quedarà demà
Sempre ens quedarà demà (títol original en italià, C'è ancora domani; lit. ‘Encara hi ha demà’) és una pel·lícula italiana de 2023, escrita, dirigida i protagonitzada per Paola Cortellesi en el seu debut com a directora. S'ha subtitulat al català.
La pel·lícula va ser presentada en la 18a edició de la Festa del Cinema de Roma, competint en la categoria Progressive Cinema - Visioni per il mondo di domani (Cinema progressiu - Visions per al món de demà), en què va obtenir dos premis, inclòs el Premi Especial del Jurat i un esment especial com a millor òpera prima. Posteriorment, va rebre el premi a la Pel·lícula de l'Any en els Nastri d'argento 2024.
La pel·lícula va ser un èxit de taquilla a Itàlia, apreciada tant per la crítica italiana com estrangera per la direcció i les interpretacions dels actors, així com pels temes vinculats amb la cultura patriarcal, la violència de gènere i els drets de les dones. Ha estat reconeguda com una de les millors pel·lícules de 2023.

## Argument
Roma, maig de 1946. La ciutat està dividida, igual que la resta d'Itàlia, entre la pobresa i la tràgica devastació bèl·lica deixada per la Segona Guerra Mundial. Les unitats militars aliades ocupen els carrers i el desig de canvi, alimentat per l'imminent referèndum institucional sobre la República i l'elecció de l'Assemblea Constituent de 2 i 3 de juny, és palpable.
Delia està casada amb Ivano, qui la colpeja, assetjament i l'humilia constantment i amb qui té tres fills. La seva filla gran, Marcella, a punt de comprometre's, menysté la seva mare per la passivitat amb la qual suporta els abusos matrimonials. El dia a dia de la Delia es divideix entre tasques de la llar i diversos treballs mal retribuïts com a costurera, apedaçadora de roba interior, empleada domèstica, administrar injeccions a domicili, i adobadora de paraigües. Les úniques consolacions són la seva amistat amb la Marisa, una verdulaire enginyosa i optimista, i en Nino, per qui va sentir afecte en el passat. En Nino, mecànic i expartisà, li proposa fugir amb ell a la Llombardia a la recerca de millors oportunitats laborals i vitals.
Un dia Delia li retorna una foto familiar al soldat afroestadunidenc William, qui li agraeix oferint-li una barra de xocolata. Després de diverses trobades, William s'ofereix a ajudar-la en notar els hematomes al seu cos. A més, Delia rep una carta el contingut de la qual no es revela, i tot i que inicialment pensa a rebutjar-la, decideix guardar-la. Mentrestant, Marcella organitza les seves noces amb Giulio, el jove plançó d'una família benestant, proprietari d'un bar de la zona; Ivano dona suport a aquest matrimoni, intuint els beneficis econòmics que en podrien derivar-se. No obstant això, en presenciar un episodi en el qual Giulio amenaça Marcella, Delia comprèn que la seva filla podria enfrontar-se a un matrimoni similar al seu, en el qual seria regularment maltractada i humiliada. Amb l'ajuda de William, aconsegueix frustrar els plans matrimonials de la parella.
Tot i estar decidida a escapar amb Nino el 2 de juny, Delia es veu obligada a postergar els seus plans quan el seu sogre mor sobtadament aquell mateix matí. Encara que intenti ocultar la notícia a la seva família, es troba atrapada en la vetlla i obligada a romandre més temps. L'endemà, abans de sortir de casa, Delia deixa els diners que havia estalviat a Marcella perquè pugui continuar els seus estudis i finalment es proposa complir el que havia planejat: acudir en secret a les urnes per a votar al Referèndum sobre la República i triar l'Assemblea Constituent, la seva primera experiència de vot com per a les altres dones d'Itàlia. Havent perdut accidentalment la seva targeta electoral a casa, trobada primer per Ivano i després per Marcella, es veu perseguida per tots dos: Marcella li retornarà el document vàlid a temps per emetre el seu vot. En veure Ivano dirigir-se ràpidament cap a ella, Delia pensa en sortir corrent, però en l'últim moment es deté i gira per a mirar-lo, imitada per les altres dones presents, la qual cosa fa que el seu marit se senti sorprès i se'n vagi.

## Repartiment
- Paola Cortellesi com Delia, protagonista de la pel·lícula
- Valerio Mastandrea com Ivano Santucci, marit de Delia
- Romana Maggiora Vergano com Marcella Santucci, filla major del matrimoni
- Emanuela Fanelli com Marisa, verdulera i amiga de Delia
- Giorgio Colangeli com a Sor Ottorino Santucci, l'ancià sogre de Delia que viu a la casa de la parella
- Vinicio Marchioni com Nino
- Gabriele Paolocà com Peppe
- Francesco Centorame com Giulio Moretti
- Lele Vannoli com Alvaro
- Paola Tiziana Cruciani com Sora Franca
- Yonv Joseph com William, un soldat estatunidenc que ajuda a Delia
- Alessia Barela com Orietta
- Federico Tocci com Mario Moretti
- Priscilla Micol Marí com Sora Giovanna
- Maria Chiara Orti com Sora Rosa
- Silvia Salvatori com Sora Elvira
- Mattia Baldo com Sergio
- Gianmarco Filippini com Franchino

## Banda sonora
La banda sonora va ser realitzada per Lele Marchitelli, i alterna composicions originals amb cançons ja existents.

### Cançons que componen la banda sonora
1. Aprite le finestre (Fiorella Bini)
2. Calvin (Jon Spencer Blues Explosion)
3. M'innamoro davvero (Fabio Concato)
4. Irrequietezza (Lele Marchitelli)
5. La lettera (Lele Marchitelli)
6. Nessuno (Musica Nua)
7. Perdoniamoci (Achille Togliani)
8. Nella città (Lele Marchitelli)
9. La sera dei miracoli (Lucio Dalla)
10. Ansia e dolore (Lele Marchitelli)
11. C'è ancora domani (Lele Marchitelli)
12. B.O.B. (Bombs Over Baghdad) (OutKast)
13. A bocca chiusa (Daniele Silvestri)
14. The little things (The Big Gigantic amb Angela McCluskey)
15. Swinging on the right side (Lorenzo Maffia i Alessandro La Corte)
16. Tu sei il mio grande amor (Lorenzo Maffia, Alessandro La Corte i Enrico Rispoli)

## Llançament
S'ha estrenat com a pel·lícula d'obertura del Festival de Cinema de Roma de 2023, i després ha estat llançada als cinemes italians el 26 d'octubre de 2023; el 31 de març de 2024 la pel·lícula s'ha estrenat en Netflix i Now a Itàlia. A nivell internacional els drets han estat comprats per distribudores de 18 paises, i ha tingut diverses dates d'estrena en els diferents estats al llarg de 2024.
| Estat         | Data d'estrena                          |
| ------------- | --------------------------------------- |
| Itàlia        | 18 d'octubre de 2023                    |
| Itàlia        | 26 d'octubre de 2023                    |
| Suïssa        | 26 d'octubre de 2023 (Cantó de Ticino)  |
| Suïssa        | 13 de març de 2024 (Romandia)           |
| Suïssa        | 4 d'abril de 2024 (cantons germanòfons) |
| Suècia        | 29 de gener de 2024                     |
| Suècia        | 1 de març de 2024                       |
| Marroc        | 13 de març de 2024                      |
| França        | 13 de març de 2024                      |
| Bèlgica       | 15 de març de 2024                      |
| Països Baixos | 21 de març de 2024                      |
| Alemanya      | 4 d'abril de 2024                       |
| Àustria       | 4 d'abril de 2024                       |
| Argentina     | 11 d'abril de 2024                      |
| Equador       | 26 d'abril de 2024                      |
| Espanya       | 26 d'abril de 2024                      |
| Irlanda       | 26 d'abril de 2024                      |
| Regne Unit    | 26 d'abril de 2024                      |
| Portugal      | 9 de maig de 2024                       |
| Polònia       | 24 de maig de 2024                      |
| Austràlia     | 28 de novembre de 2024                  |
| Noruega       | 25 de desembre de 2024                  |

## Premis i nominacions

### Premis
- 47a edició del Festival del Cinema de Göteborg
  - Premio Drac a la millor pel·lícula internacional
- 79a edició dels Nastri d'argento
  - Nastro d'argento a la millor pel·lícula
- 18a edició de la Festa del Cinema di Roma
  - Progressive Cinema – Visioni per il mondo di domani
  - Migliore Opera Prima BNL - BNP Paribas
  - Premi del públic
- 69a edició dels Premis David di Donatello[nota 5][19]
  - Premi David dels Espectadors
  - Premi David Jove
  - David di Donatello a la millor directora novella: Paola Cortellesi
  - David di Donatello a la millor actriu protagonista: Paola Cortellesi
  - David di Donatello a la millor actriu no protagonista: Emanuela Fanelli
  - David di Donatello al millor guió original: Furio Andreotti, Giulia Calenda e Paola Cortellesi

### Nominacions
- 38a edició del Ciak d'oro
  - Ciak d'oro al millor actor protagonista: Valerio Mastrandrea
  - Ciak d'oro a la revelació de l'any: Romana Maggiora Vergano
  - Ciak d'oro a la millor banda sonora: Lele Martinelli
- 69a edició dels Premis David di Donatello[20][nota 5]
  - David di Donatello a la millor pel·lícula
  - David di Donatello al millor actor protagonista: Valerio Mastandrea
  - David di Donatello a la millor actriu no protagonista: Romana Maggiora Vergano
  - David di Donatello al millor actor no protagonista: Giorgio Colangeli
  - David di Donatello al millor actor no protagonista: Vinicio Marchioni
  - David di Donatello al millor productor: Mario Gianani e Lorenzo Gamgarossa (Wildside)
  - David di Donatello a la millor fotografia: Davide Leone
  - David di Donatello al millor músic: Lele Marchitelli
  - David di Donatello a la millor escenografia: Paola Comencini e Fiorella Cicolini
  - David di Donatello al millor vestuari: Alberto Moretti
  - David di Donatello al millor maquillatge: Ermanno Spera
  - David di Donatello a la millor perruqueria: Teresa Di Serio
  - David di Donatello al millor muntatge: Valentina Mariani
  - David di Donatello al millor so: Filippo Porcari, Alessandro Feletti, Luca Anzellotti e Paolo Segat